# صناعة تقليدية لبنانية

الموقع الجغرافي للبنان على المستديرة الأرضية (كوكب الأرض). يعتبر لبنان جزءا جغرافيا وكيانا سياسيا وثقافيا من الشام، والشرق الأوسط وشمال إفريقيا والجنوب المتوسطي بشكل عام، ومنشأ الأبجدية والحضارة الفينيقية البحرية القديمة ومن مناطق الهلال الخصيب التي عرفت ظهور وتطور النشاط الزراعي مبكرا.

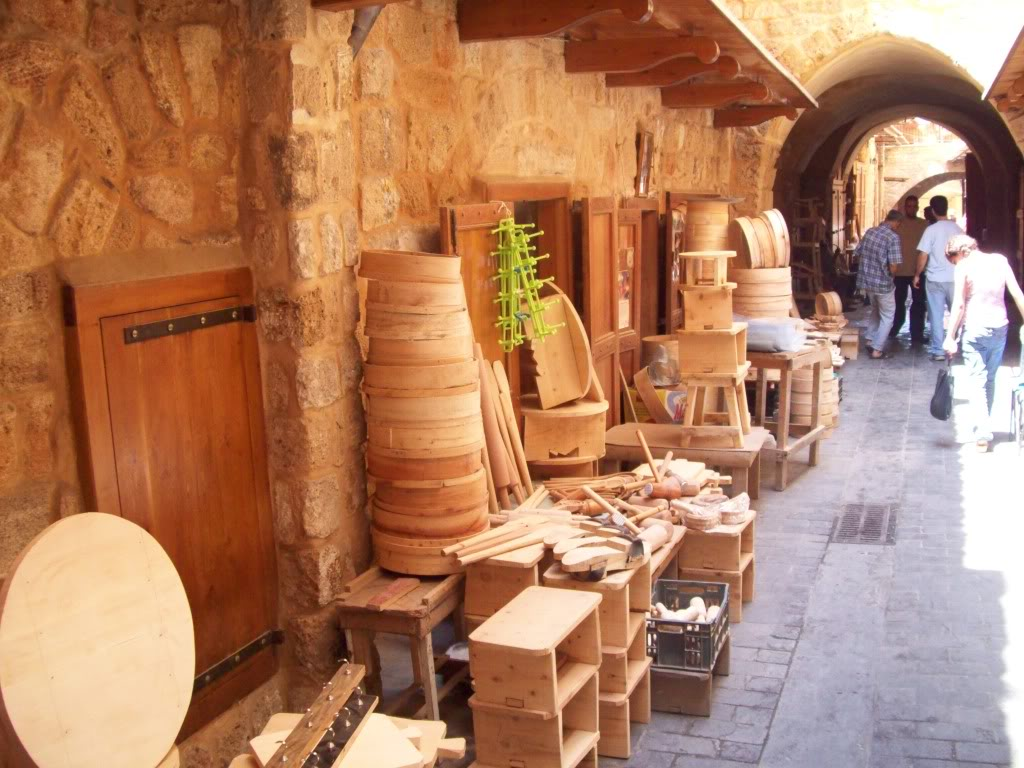
معروضات حرفية في زقاق النجارين داخل المدينة القديمة

صناعة تقليدية لبنانية أو صناعة حرفية لبنانية، تتميّز الصناعة التقليدية اللبنانية بمنتوجاتها الحرفية المتنوعة بالجمالية والإتقان والذوق الفني، الذي يجتذب العديد من الأذواق والسياح الأجانب وزوار لبنان سواء من اللبنانيين المهاجرين أو من لبنانيي الداخل الذين يرغبون بشراء هدايا أو بالاحتفاظ بتذكار عن رحلتهم إلى منطقة ما من البلد.
يتركز الإنتاج الحرفي في القرى اللبنانية وبعض البلدات، حيث يتوارث الناس المهارات الصناعية الحرفية جيلاً بعد جيل.
يصنع الحرفيون اللبنانيون منتجاتهم من المواد الخام المحليّة، وتتخصص كل منطقة من المناطق اللبنانية بنوع ما معين من الإنتاج الحرفي تلذي تتقنه بشكل دقيق وتضفي عليه نوعا من الجمالية والءوق الرفيع التي تحيل على عمق الموروث الثقافي اللبناني الصارب في جذور التاريخ.

## نماذج من الصناعة التقليدية اللبنانية
تنتشر الصناعة التقليدية في مختلف المناطق اللبنانية وتتنوع تقنياتها ومنتجاتها ومن أهم منتجات الصناعة التقليدية المنتشرة في لبنان، نذكر على سبيل المثال لا الحصر:
| اسم الصناعة الحرفية والتقليدية اللبنانية | ملاحظات |
| ---------------------------------------- | --- |
| صناعة الصابون التقليدي والطبيعي          | تعد صناعة الصابون في لبنان من أقدم الصناعات الحرفية والتي يقول العاملون فيها إنها تعود لآلاف السنين وتمكنت بعض الأماكن من الحفاظ على طابعها وإبقائها بعيدة عن الثورات الصناعية، هنا الصابون يصنع من دون إدخال مواد حافظة أو عطور صناعية وهذا ما جعل منه سلعة عابرة للحدود وحتى القارات. |
| صناعة السلال                             | |
| حياكة السجاد                             | |
| صناعة الأواني الخزفية                    | |
| صناعة الفخار                             | صناعة الفخار في لبنان هي من الحرف التراثية التي تساهم في تنمية السياحة اللبنانية، وقد تعرضت هذه المهنة للتهميش وهي مهددة بالزوال. |
| الصناعة التقليدية النحاسية               | صناعة النحاس المزخرف من الصناعات العريقة في لبنان، فأبدع الحرفيون اللبنانيون في فنونها وصقلها من الأواني والأطباق والصواني، بتقنيات مكتسبة ومطورة عبر التاريخ في دق ورسم التصاميم الهندسية على هذه القطع، وأيضاً عبر استخدام تطعيم النحاس بالذهب والفضة، وكانت لمهاراتهم اليدوية الشهرة الواسعة للصناعة التقليدية في الشام، على الرغم من المنافسة التي يجدونها من الصناعات المستوردة للتحف الفنية والأواني من الخارج، وارتفاع تكاليف إنتاج الصناعات الحرفية محلياً.- |
| الحدادة                                  | |
| التطريز                                  | |
| صناعة الزجاج                             | |
| صياغة الذهب ووالفضة                      | |